# 馬登
馬登（まのぼり）は、千葉県君津市の地名。丁番を持たない単独町名で、郵便番号は299-1115。

## 地理
市内西部、小糸川の支流である馬登川の上流部に位置する。地内は大半が山林であり、北部を中心に点在する平地に集落や田畑が広がる。
北で皿引、北から東にかけて尾車、東で草牛および六手（飛地）、南東で鹿野山、南で富津市桜井、西で大山野とそれぞれ接する（特記ないものは君津市）。

### 河川
- 馬登川 - 地内北部を南北に流れる。

## 歴史

### 沿革
- 江戸時代 - 周淮郡馬登村成立。旗本三枝氏領[4]。
- 1873年（明治6年） - 馬登村、千葉県に所属[4]。
- 1889年（明治22年）4月1日 - 町村制施行により周淮郡周南村大字馬登となる[4]。
- 1897年（明治30年）4月1日 - 周南村、郡統合により君津郡所属となる。
- 1954年（昭和29年）3月31日 - 周南村と君津町（初代）・貞元村が合併し君津郡君津町（2代目）が成立、同町の大字となる。
- 1971年（昭和46年）9月1日 - 君津町が市制施行し、君津市となる。

## 世帯数と人口
2021年（令和3年）8月31日現在の世帯数と人口は以下の通りである。
| 大字 | 世帯数 | 人口 |
| ---- | ------ | ---- |
| 馬登 | 43世帯 | 89人 |

## 小・中学校の学区
市立小・中学校に通う場合、学区は以下の通りとなる。
| 番地 | 小学校             | 中学校             |
| ---- | ------------------ | ------------------ |
| 全域 | 君津市立周南小学校 | 君津市立周南中学校 |

## 交通
地内を通る鉄道路線・バス路線・高速道路・国道・県道はない。最寄駅はJR内房線君津駅・佐貫町駅。

## 施設
- 君津シニアグランド
- 馬登自治会館
- 内山緑地建設株式会社 君津事業所
  - きみつのさんぽ道 - 事業所敷地内のオープンガーデン。
- カージの杜 - キャンプサイト。

## 史跡
- 薬王寺
- 熊野神社
- 白山神社
- 浅間神社